# 노종
노종(盧種, ? ~ 기원전 141년? 137년?)은 전한 중기의 제후로, 개국공신 노관의 후손이다.

## 생애
경제 후원년(기원전 143년), 아버지 노타지의 뒤를 이어 아곡후(亞谷侯)에 봉해졌다.
경제 후3년(기원전 141년) 또는 건원 4년(기원전 137년)에 죽어 시호를 안이라 하였고, 아들 노편이 작위를 이었다.

## 출전
- 사마천, 《사기》
  - 권19 혜경간후자연표
- 반고, 《한서》
  - 권17 경무소선원성공신표